# Государство Катанга
Государство Ката́нга (фр. État du Katanga; суахили Inchi ya Katanga) — непризнанное государство на юге Конго-Леопольдвиль во время Конголезского кризиса. Было создано отделением провинции Катанга под управлением правой сепаратистской партии CONAKAT во главе с Моизом Чомбе. Существовало с 11 июля 1960 года по 15 января 1963 года. Сепаратистское движение в Катанге являлось важным элементом Конголезского кризиса. Было подавлено правительственными силами при решающей поддержке войск ООН, государство ликвидировано в результате Катангской войны.

## Предыстория
В преддверии деколонизации Бельгийского Конго в юго-восточном регионе Катанга усилилось сепаратистское движение, организованное в правую партию CONAKAT. Во главе CONAKAT стояли представители племенной аристократии и крупной национальной буржуазии — Моиз Чомбе и Годфруа Мунонго. Партия добивалась максимальной автономии и самоуправления Катанги, вплоть до отделения от Конго, занимала прозападные антикоммунистические позиции, выступала за сохранение тесных связей с Бельгией.
Катанга — самый богатый полезными ископаемыми регион Конго. Бельгийский исследователь Жюль Корнэ в конце XIX века назвал провинцию «геологической сенсацией». В Катанге сконцентрированы  огромные запасы меди, кобальта, урана, кадмия, олова, золота, серебра и других минералов. Партия CONAKAT была тесно связана с бельгийской горнодобывающей корпорацией UMHK. В то же время Чомбе и его сторонники требовали обеспечить преимущественное право жителей Катанги на богатства своего края.
Весной 1960 года, незадолго до провозглашения независимости Конго, были проведены всеобщие выборы. В общенациональных масштабах за CONACAT проголосовали лишь 5,8 % избирателей. Партия получила 8 из 137 мандатов в Национальной ассамблее и 7 из 84 в сенате. Однако в Катанге CONAKAT завоевала наибольшую популярность, хотя лидерство не являлось бесспорным. Оплотом сепаратизма были южные районы провинции, места проживания народностей лунда (из которых происходил Чомбе) и йеке (наследным принцем которых являлся Мунонго). На севере, где компактно проживали балуба, их этническая партия BALUBAKAT была популярнее партии Чомбе. BALUBAKAT же выступала категорически против отделения Катанги от Конго.
Однако все депутаты и сенаторы CONAKAT были избраны в Катанге. Наибольшее количество мандатов — 25 из 70 — получила CONAKAT в провинциальном собрании. Главой провинциальной администрации стал Моиз Чомбе.
Наибольшую поддержку на общенациональных выборах — 24 % — получило левое Национальное движение Конго. Его лидер Патрис Лумумба небезосновательно подозревался в просоветских и прокоммунистических симпатиях. При этом Лумумба был сторонником централистского устройства, не допускавшего широкой автономии и тем более отделения провинций.
30 июня 1960 была провозглашена независимость Республики Конго. Премьер-министром стал Патрис Лумумба. Между центральным правительством и провинциальными властями Катанги возникла политическая несовместимость. Жёсткий силовой конфликт стал предрешён.

## Провозглашение независимости
11 июля 1960 Моиз Чомбе объявил об отделении провинции Катанга от Республики Конго. Учреждалось независимое Государство Катанга. 5 августа была обнародована Конституция Катанги, предусматривавшая все признаки национально-государственного суверенитета: политическую систему, национальную валюту, армию (жандармерию), правоохранительные органы, государственную символику. Официальными языками Катанги были французский и суахили.
Территория самопровозглашённой республики составляла 496877 квадратных километров — пятая часть Конго, приблизительно равная такой стране, как Испания. На этой территории проживали более 1 миллиона 700 тысяч человек, что составляло около 13 % тогдашнего населения Конго.
Столица Катанги располагалось в городе Элизабетвиль. Республика делилась на четыре округа: Луалаба, Верхнее Ломами, Танганьика и Верхняя Катанга.
Был принят красно-белый флаг с зелёной полосой по диагонали (красный цвет символизировал доблесть, зелёный — надежду, белый — чистоту и достоинство). В нижней части флага изображались три катангских креста. Катангские кресты изображались также на банкнотах национальной валюты — катангского франка.
Аналогичной флагу была расцветка герба, имевшего форму щита. Девизом Государства Катанга стала фраза: фр. Force, espoir et Paix dans la Prosperite — Сила, надежда и мир в процветании.
Гимн Катанги — La Katangaise — написал известный конголезский композитор Жозеф Кивеле, идеолог катангского сепаратизма, ставший в правительстве Чомбе министром образования.

## Государственное устройство
Политический строй Катанги значительно отличался от установленного в Республике Конго. Если в Конго исполнительная власть делилась между главой государства и главой правительства, то Катанга была сугубо президентской республикой. Кабинет министров возглавлял президент — единоличный глава исполнительной власти. Он же являлся гарантом независимости и соблюдения законов, верховным главнокомандующим вооружёнными силами. Но при этом президент избирался не всенародным голосованием а большинством в две трети депутатов катангского парламента — Национальной ассамблеи.
Законодательная власть делилась между президентом и парламентом. Национальная ассамблея из 64 депутатов (58 из них принадлежали к CONAKAT) на 85 % избиралась прямым голосованием, на 15 % кооптировалась представителями традиционных племенных авторитетов. Двадцать ведущих племенных вождей составляли Большой совет, наделённый правом вето в ключевых вопросах политического устройства, правового обычая, налогообложения, функционирования горнодобывающей промышленности. Вето могло быть преодолено двумя третьми голосов Национальной ассамблеи.
Формально правительство Катанги было сформировано на многопартийной основе. Из 18 министров и госсекретарей только 13 представляли CONAKAT, 5 — другие партии. Реально руководители CONAKAT сосредоточили всю полноту власти в Катанге. Бессменным главой государства и правительства был Моиз Чомбе. Ключевые министерские посты занимали его однопартийцы и ближайшие соратники — Годфруа Мунонго (министр внутренних дел), Жан-Батист Кибве (вице-премьер и министр финансов), Эварист Кимба (министр иностранных дел), Жозеф Кивеле (министр образования), Альфонс Киела (министр связи). Куратор безопасности Мунонго, куратор экономики Кибве, куратор идеологии Кивеле и куратор инфраструктуры Киела составляли «малый кабинет», уполномоченный принимать решения в отсутствие президента. В течение полутора месяцев — с апреля по июнь 1961 — Годфруа Мунонго замещал Моиза Чомбе, временно исполняя обязанности президента Катанги.
Силовые структуры Катанги состояли из жандармерии и полиции. Численность жандармерии уже в 1961 году достигла 11 тысяч человек. Верховным главнокомандующим являлся президент Чомбе. Оперативное командование возглавлял генерал Норберт Мок. К жандармерии были прикомандированы несколько сотен бельгийских офицеров-инструкторов. Негласная поддержка Бельгии и корпорации UMHK была важным стимулом для катангских властей. Значительную роль играли белые наёмники, из которых наиболее известны Боб Денар, Майк Хоар, Жан Шрамм.
Национальная полиция выполняла функции правоохраны и госбезопасности. Генеральным комиссаром полиции являлся Пий Сапве. Эта структура находилась в подчинении МВД, во главе которого стоял Годфруа Мунонго.
Политический курс Катанги основывался на сепаратизме, правом национализме и прозападном антикоммунизме. Конституционные гарантии демократических свобод на практике не выполнялись, поскольку вся история Государства Катанга прошла на военном положении. Режим Чомбе отличался жёстким авторитарным характером. В то же время важным фактором являлась своеобразная «катангская вольница»: вооружённые сообщества де-факто располагали широкой степенью социальной автономии.

## Война и ликвидация
Для подавления катангского сепаратизма Патрис Лумумба запросил военной поддержки ООН. 21 февраля 1961 — уже после смерти Лумумбы — Совет Безопасности ООН принял соответствующую резолюцию. Попытки урегулирования путём переговоров между властями Конго и Катанги не привели к успеху. Началась Катангская война, растянувшаяся на два года. Международные силы, направленные против Катанги, включали представителей 21 государства. Одной из жертв войны стал генеральный секретарь ООН Даг Хаммаршёльд, погибший в авиационной катастрофе при полёте на переговоры с Чомбе.
Катангский конфликт был важной составной частью Конголезского кризиса 1960-х годов. Именно в Катанге произошло убийство Патриса Лумумбы (к тому времени отстранённого от власти президентом Конго Жозефом Касавубу). К убийству Лумумбы и двух его сподвижников (сенатора Жозефа Окито и министра Мориса Мполо) были непосредственно причастны высокопоставленные руководители Государства Катанга — прежде всего Чомбе, Мунонго, Кибве, Кимба, Сапве. Это событие во многом определило восприятие катангского сепаратизма мировой общественностью.
Военные действия шли с переменным успехом, несмотря на явный перевес международных сил над формированиями катангских сепаратистов. В декабре 1962 года войска ООН окончательно установили контроль над Элизабетвилем. 15 января 1963 года катангские войска прекратили сопротивление. Провинция Катанга возвращена под власть центрального правительства Конго.
Моиз Чомбе, Эварист Кимба, Годфруа Мунонго в 1964—1965 гг. занимали высшие правительственные посты в центральном правительстве Конго. В 1966 году Чомбе и его сторонники подверглись жёстким преследованиям со стороны режима генерала Мобуту. На следующий год бывшие катангские жандармы подняли восстание, подавленное войсками Мобуту. Они отступили в Португальскую Анголу, где сформировали Фронт национального освобождения Конго (FNLC). В 1977 и 1978 гг. Фронт предпринимал крупномасштабные военные вторжения в Шабу (название Катанги в 1971—1997 гг.). На протяжении десятилетий Катанга оставалась очагом напряжённости и военно-политических конфликтов.